# Форт Аламо (фільм, 2004)

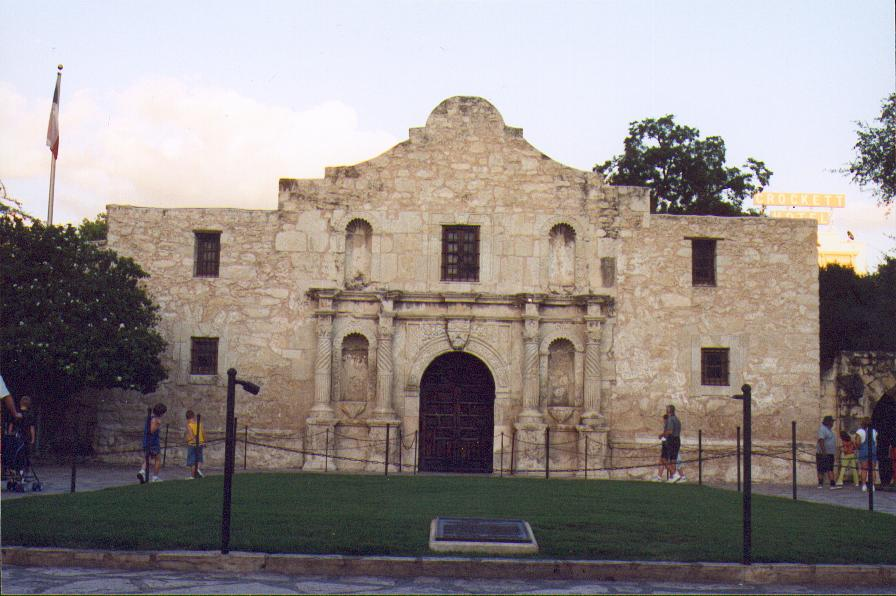
Форт Аламо

«Форт Аламо» (англ. The Alamo) — американська воєнно-історична кінодрама 2004 року режисера Джона Лі Генкока.

## Сюжет
Фільм заснований на реальних подіях — облозі форту Аламо військами генерала Санта-Анни під час війни за незалежність Техасу. Ранком 6 березня 1836 р. мексиканська армія почала атаку на форт і швидко його захопила. Усі її 187 захисників, серед яких були Деві Крокетт і Джеймс Бові, героїчно загинули завдавши великих втрат мексиканській армії.
Фільм завершується перемогою техасців у битві при Сан-Джесінто, яка проклала шлях до незалежності Техасу. Сем Г'юстон став національною знаменитістю, а бойовий техаський клич «Пам'ятай Аламо!» і «Пам'ятай Голіад!» увійшли в американську історію та легенди.

## Ролі виконують
- Денніс Квейд — Сем Г'юстон
- Біллі Боб Торнтон — Деві Крокетт
- Джейсон Патрік[en] — Джеймс Бові[en]
- Патрік Вілсон — Вільям Барет Тревіс[en]
- Еміліо Ечеваррія[en] — Антоніо Лопес де Санта-Анна
- Жорді Молья — Хуан Сеґін[en]
- Марк Блукас — Джеймс Бонхем[en]
- Емілі Дешанель — Розанна Тревіс
- Ренс Говард — губернатор Техасу Генрі Сміт[en]

## Навколо фільму
- Зйомки фільму тривали сім місяців. Цілий місяць зайняло фільмування останньої битви, яка фактично тривала менше ніж 6 годин вранці 6 березня 1836 року.
- Біллі Боб Торнтон навчився грати на скрипці для деяких сцен у фільмі, які цього вимагали.
- Фільм отримав неоднозначні відгуки критиків і був визнаний касовим провалом, студія витратила на нього понад 146 мільйонів доларів.